# José Pina
José María Pérez Pina conocido como Pina (Novelda, provincia de Alicante, España, 31 de mayo de 1920 - Novelda, 8 de agosto de 2001) fue un futbolista español. Jugó de delantero en Primera División de España con el Hércules Club de Fútbol donde fue un jugador franquicia durante los años 1940 e inicios de los 50. También jugó nombrosas temporadas en Segunda División con el equipo herculano y con el Alicante Club de Fútbol.

## Trayectoria
En la guerra civil española, tras regresar del frente en Teruel donde estaba destinado, comenzó a jugar al fútbol en su municipio natal, Novelda. Sus primeros partidos los jugó en el campo de los Padres Reparadores en Novelda. Después de jugar en el Novelda Club de Fútbol jugó en la temporada 1939/40 en el Crevillente, en la misma jugó en el Alicante Club de Fútbol y en la temporada 1940/41 fichó por el Hércules Club de Fútbol, equipo en el que estuvo hasta la temporada 1954/55. Debutó con el Hércules en el Campo de Les Corts frente al Fútbol Club Barcelona, en un partido que el Hércules se puso 0-4 en el marcador con dos goles de Pina, pero que acabó con empate a 4 goles. Con el Hércules jugó 4 temporadas en Primera División, y todas las restantes en Segunda. En la temporada 1952/53 también entrenó al equipo en el que formaba como jugador, de manera interina junto con La Riva y Llopis, hasta que se fichó a Gaspar Rubio. Antes de su baja como jugador del Hércules, el club le ofreció un homenaje que tuvo lugar el 27 de mayo de 1954 en el Estadio Bardín frente al equipo de Luxemburgo Fola Esch. El Hércules venció 5-2, y la taquilla recaudada que ascendió a 100.000 pesetas se le donó íntegramente al jugador, quien afirmó que nunca había ganado más de 70.000 pesetas en una temporada. Tras su etapa herculana, jugó nuevamente con el Alicante las temporadas 1956/57 y 1957/58 ambas en Segunda División, y se retiró con unos 37 años de edad en el Novelda como jugador-entrenador. Mientras fue jugador en los equipos de la capital alicantina, siguió residiendo en Novelda y mantuvo su puesto laboral en una fábrica de tejidos. Tras su retirada como jugador fue camionero.

## Clubes
| Club           | País   | Año       |
| -------------- | ------ | --------- |
| Novelda C. F.  | España |           |
| Crevillente    | España | 1939-1940 |
| Alicante C. F. | España | 1940      |
| Hércules C. F. | España | 1940-1955 |
| Alicante C. F. | España | 1956-1958 |
| Novelda C. F.  | España | 1958-??   |